# Мепакрин
Мепакри́н (акрихин) — лекарственное средство, обладающее, в основном, противопаразитарным действием.

## Свойства
Акрихин представляет собой жёлтый мелкокристаллический порошок горького вкуса. В воде при + 20 °С растворимость составляет до 3 % и повышается при подогревании раствора. Разбавленные водные растворы показывают жёлтую флуоресценцию.

## История
В начале XX века учёные активно искали лекарственное средство, обладающие противомалярийной активностью хинина, но без побочных действий, характерных для последнего. Фармацевты обратились к красителям, среди которых, согласно теории одного из основателей химиотерапии немецкого ученого Эрлиха, должны были быть и такие, которые избирательно окрашивали бы только микроорганизмы, связывая и убивая их, и не затрагивая при этом другие ткани. Эти догадки подтвердились, и в начале 1930-х годов появился мепакрин, известный в Российской Федерации как «акрихин». Синтез препарата разработан советскими учеными в лабораториях Академии Наук СССР и Химико-фармацевтического института Наркомздрава им. Орджоникидзе. Для его промышленного производства под Москвой в 1935-1936 гг. был построен завод с одноимённым названием (ныне «ОАО Акрихин»; 19 октября 1936 года была получена первая промышленная партия акрихина весом в 22 кг. Единственным недостатком препарата было то, что он, будучи красителем, окрашивал кожу в жёлтый цвет. Правда, после прекращения лечения желтизна исчезала.
В связи с тем что мепакрин менее активен и, кроме того, вызывает окрашивание кожи и слизистых оболочек, в настоящее время его практически не применяют как противомалярийное средство. Мепакрин используют также как противоглистное средство и для лечения красной волчанки, кожного лейшманиоза, псориаза.

## Фармакология
Противоглистное средство, оказывает также противомалярийное, противопсориатическое, иммунодепрессивное действие.
Абсорбция — высокая, TCmax в плазме — 2—3 часа. Выводится почками, с жёлчью (в двенадцатиперстной кишке возможно вторичное всасывание).

## Применение
Производителем рекомендуется к применению при цестодозах: инвазия бычьим цепнем (тениаринхоз), карликовым цепнем (гименолепидоз), широким лентецом (дифиллоботриоз). Кожный лейшманиоз, лямблиоз, псориаз, малярия, системная красная волчанка (в составе комплексной терапии).
Противопоказан при психических расстройствах (психозы, шизофрения), неустойчивости психики, хронической почечной недостаточности, холестатической желтухе, гиперчувствительности к компонентам препарата.
Рассматривается вопрос о применении акрихина, как средства лечения болезни, вызванной вирусом Эбола.

## Побочные эффекты
Побочные эффекты: аллергические реакции, окрашивание кожных покровов в жёлтый цвет.
При передозировке может вызвать маниакальноподобное интоксикационное психотическое расстройство. мепакриновое опьянение — двигательное и речевое возбуждение, дезориентировка в месте и времени; мепакриновый психоз — галлюцинации, возбуждение, депрессия. При появлении неврологической симптоматики мепакрин отменяют, вводят обильное количество жидкости, назначают декстрозу и седативные лекарственные средства.
Несовместим с примахином и хиноцидом.